# Martha Haffter

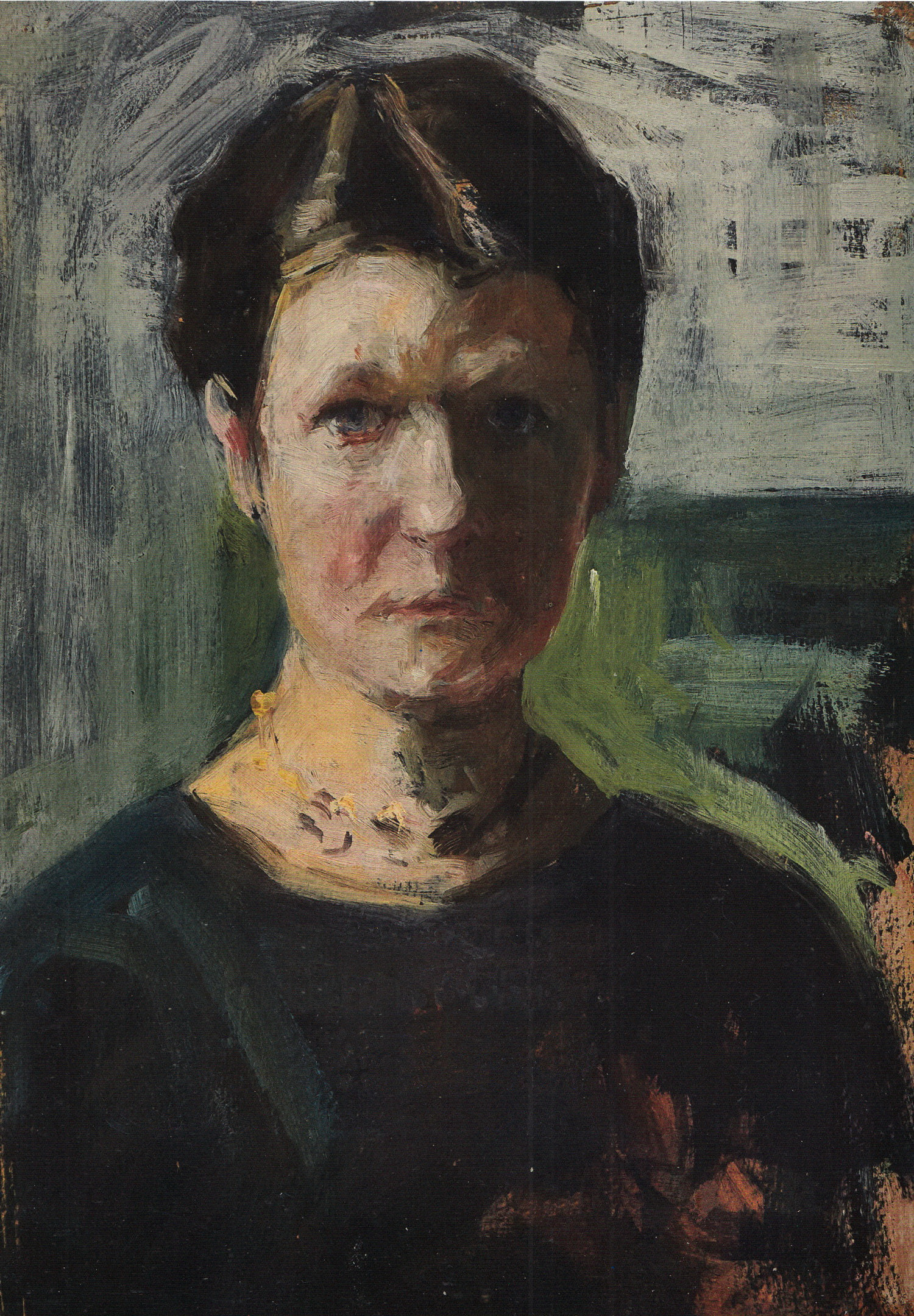
Martha Haffter: Selbstporträt

Martha Haffter (* 8. Mai 1873 in Frauenfeld; † 13. Dezember 1951 ebenda) war eine Schweizer Malerin. Die Thurgauerin besuchte von 1902 bis 1905 die Académie Julian und die Académie de la Grande Chaumière in Paris.

## Leben und Werk
Martha Haffter war die Tochter des Regierungsrats Johann Konrad Haffter (1837–1914) und der Anna Magdalena, geborene Munz. Martha Haffter war von 1893 bis 1900 Hospitantin an der kunstgewerblichen Abteilung des Technikums Winterthur. Anschliessend verbrachte sie ein Jahr in München, an der Damenakademie des Münchner Künstlerinnenvereins, und ein weiteres Jahr in Basel, am neu eröffneten Damenatelier des Porträtisten Fritz Burger. Von 1902 bis 1905 studierte sie an der Académie Julian und der Académie de la Grande Chaumière bei Marcel-André Baschet und François Schommer.
Es folgten erste Ausstellungsbeteiligungen im «Künstlerhaus Zürich» und bis 1944 weitere Beteiligungen an verschiedenen Ausstellungen in der Schweiz und in Paris. Bis 1939 bildete sich Martha Haffter fast jedes Jahr mehrere Monate lang an der Académie Julian weiter. Später lebte sie zurückgezogen in ihrem Elternhaus «Zum Nussbaum» in Frauenfeld, zusammen mit der Familie ihrer jüngeren Schwester, Elsa Wartenweiler.
Neben Auftragsporträts und Kinderbildern malte Martha Haffter vor allem Landschaften, Stadt- und Hausansichten, Aktstudien und Blumenbilder. Ihr Nachlass befindet sich im Staatsarchiv Thurgau.
1999 widmete ihr das Kunstmuseum Thurgau eine Retrospektive. 2019 stellte der Kunstverein Frauenfeld im «Bernerhaus» rund 90 Gemälde und Zeichnungen sowie bisher unveröffentlichte Skizzen und Dokumente von Martha Haffter aus.

## Ausstellungen
- Ausstellung Moderner Kunstwerke im Künstlerhaus. VII Serie 1905, Künstlerhaus Thalgasse, Zürich, Gruppenausstellung, 1905
- Turnus-Ausstellung des Schweizerischen Kunstvereins. Kunstmuseum Winterthur, Museum und Stadthaus Winterthur, Gruppenausstellung, 1916
- XIII. Ausstellung der Gesellschaft schweizerischer Malerinnen, Bildhauerinnen und Kunstgewerblerinnen, Kunsthaus Luzern, Gruppenausstellung, 1934
- Martha Haffter (1873-1951). Zwischen Frauenfeld und Paris, Kunstmuseum des Kantons Thurgau, Kartause Ittingen, Einzelausstellung, 2000
- Auf den Spuren von Martha Haffter 1873-1951, Kunstverein Frauenfeld, Einzelausstellung, 2019[3]
- Frauen erobern die Kunst, Kunstmuseum des Kantons Thurgau, Kartause Ittingen, Gruppenausstellung, 2020

## Bilder

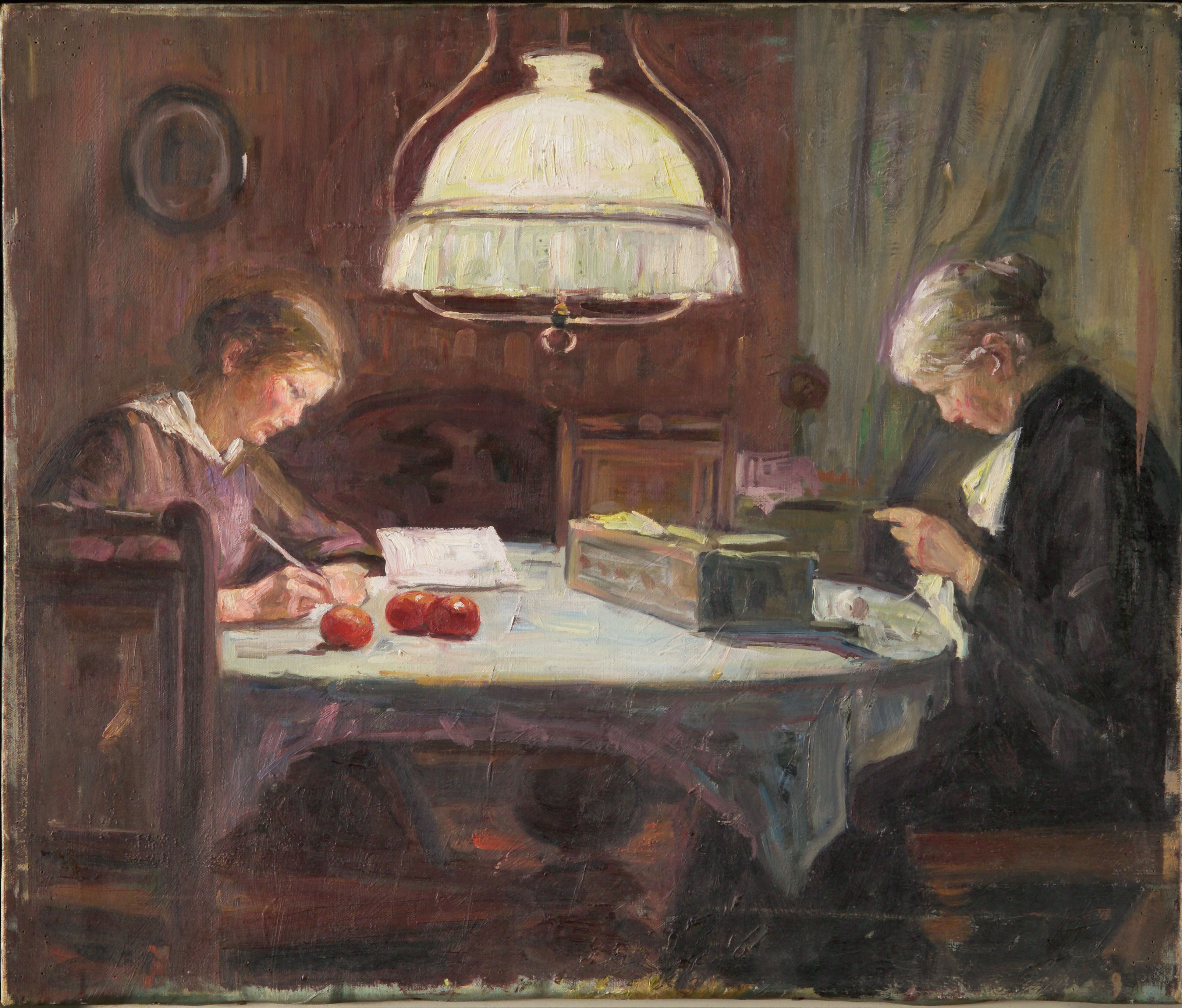
Anna und Elsa Haffter im Lampenschein, 46 × 54 cm. Kunstmuseum Thurgau
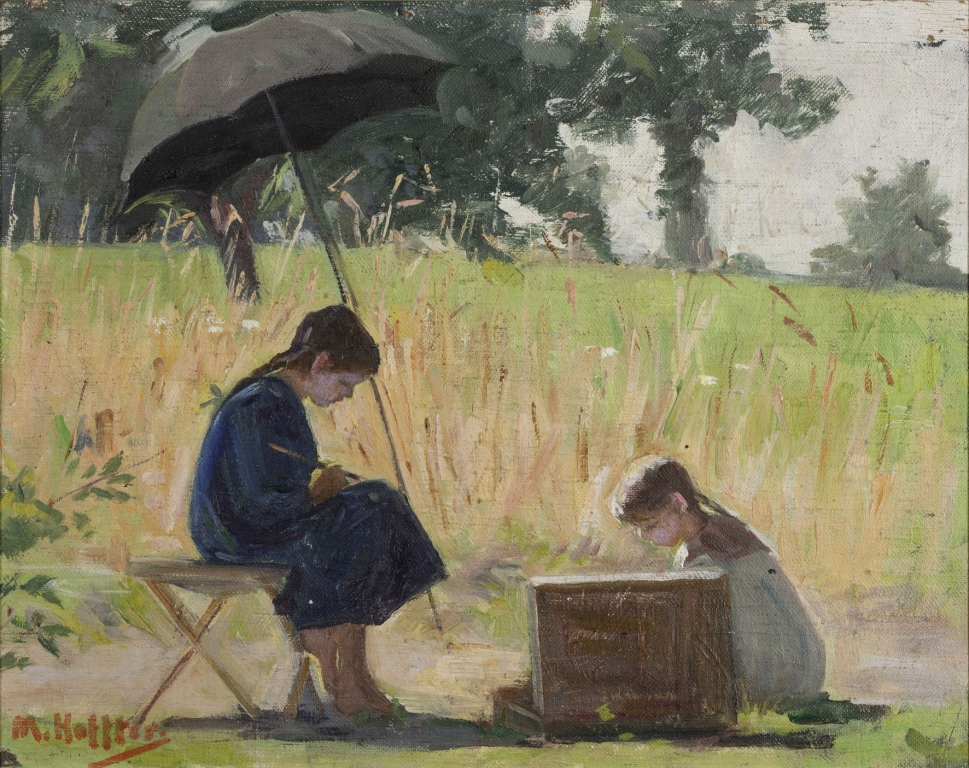
Bild zweier Mädchen beim Zeichnen, 36 × 44 cm
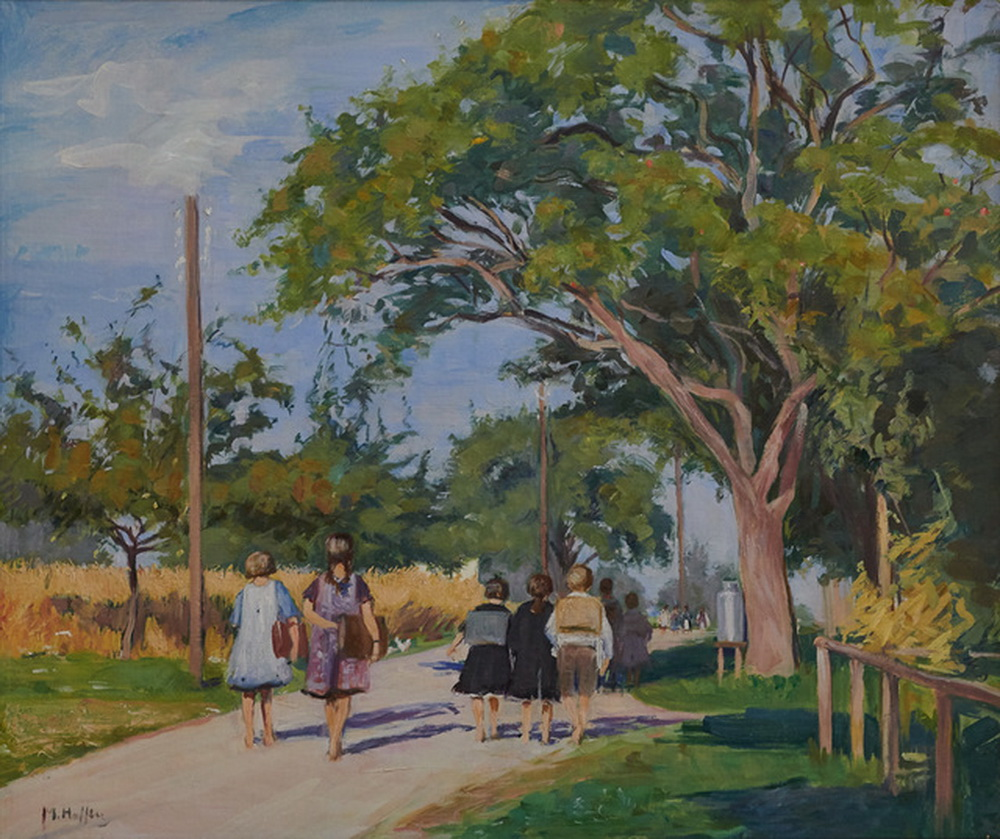
Kinder auf dem Schulweg nach Herten, 1928, 54 × 64 cm
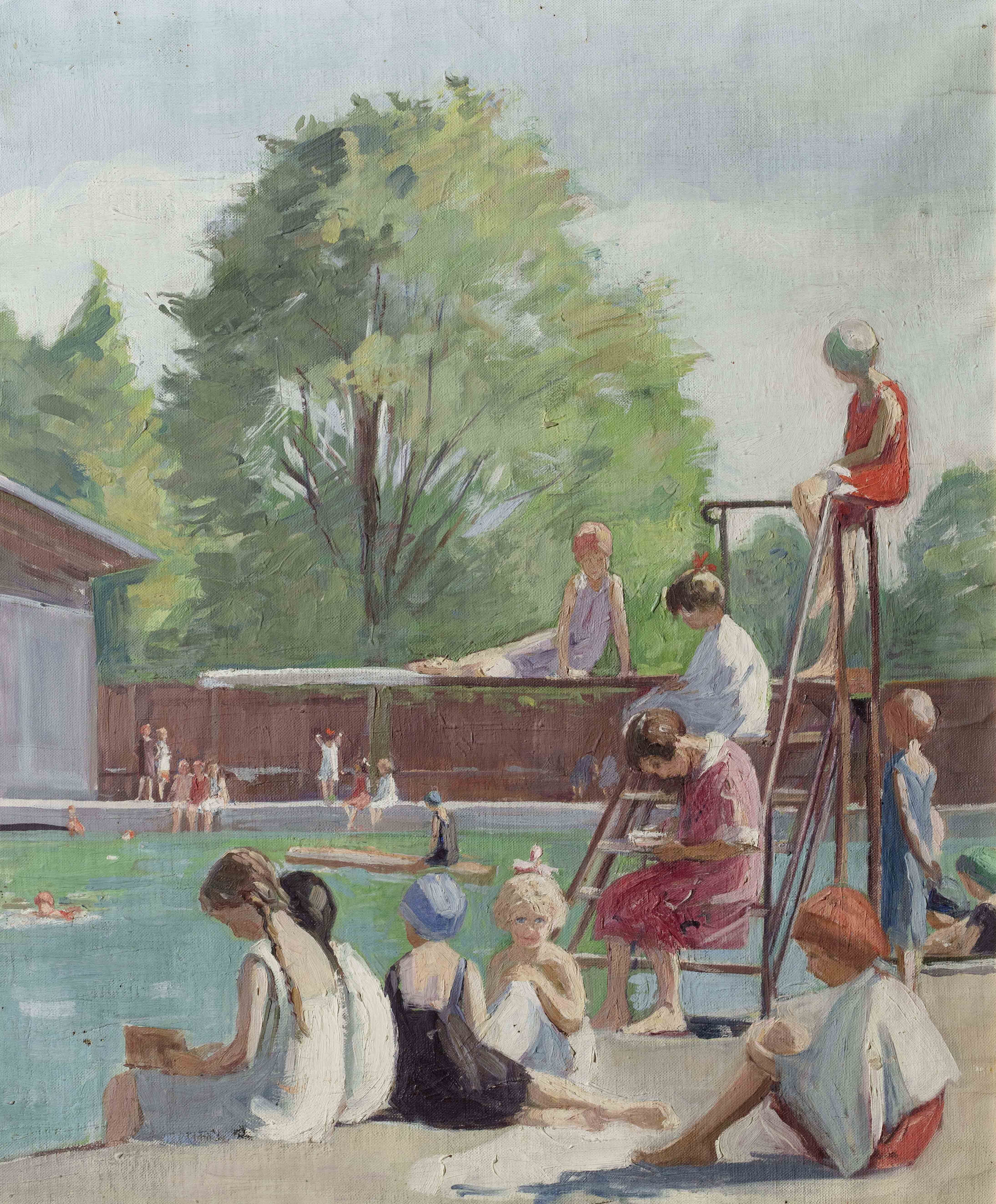
Badeanstalt Frauenfeld, um 1926, 64 × 53 cm. Kunstmuseum Thurgau
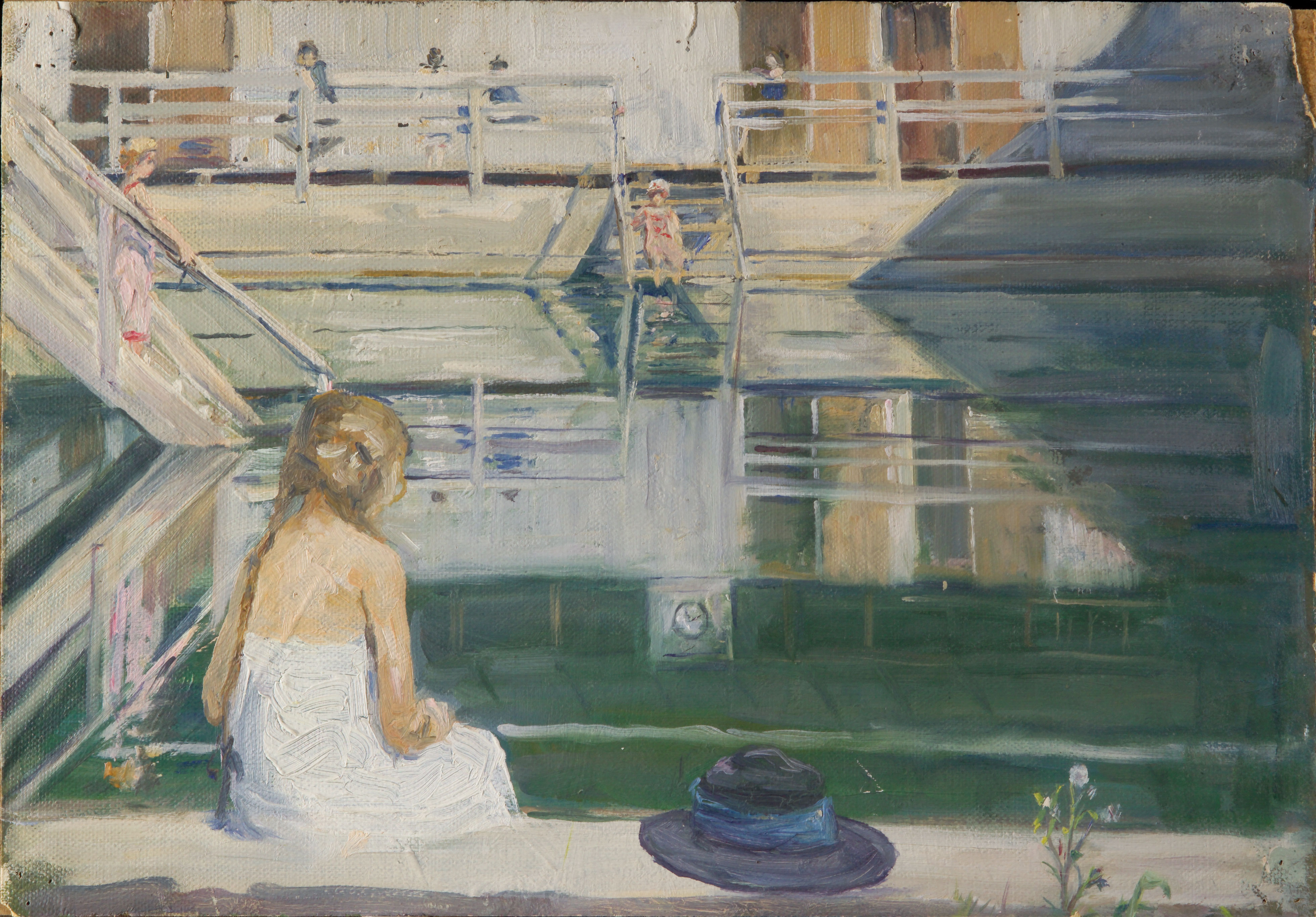
Badi Frauenfeld, 52 × 62 cm. Kunstmuseum Thurgau
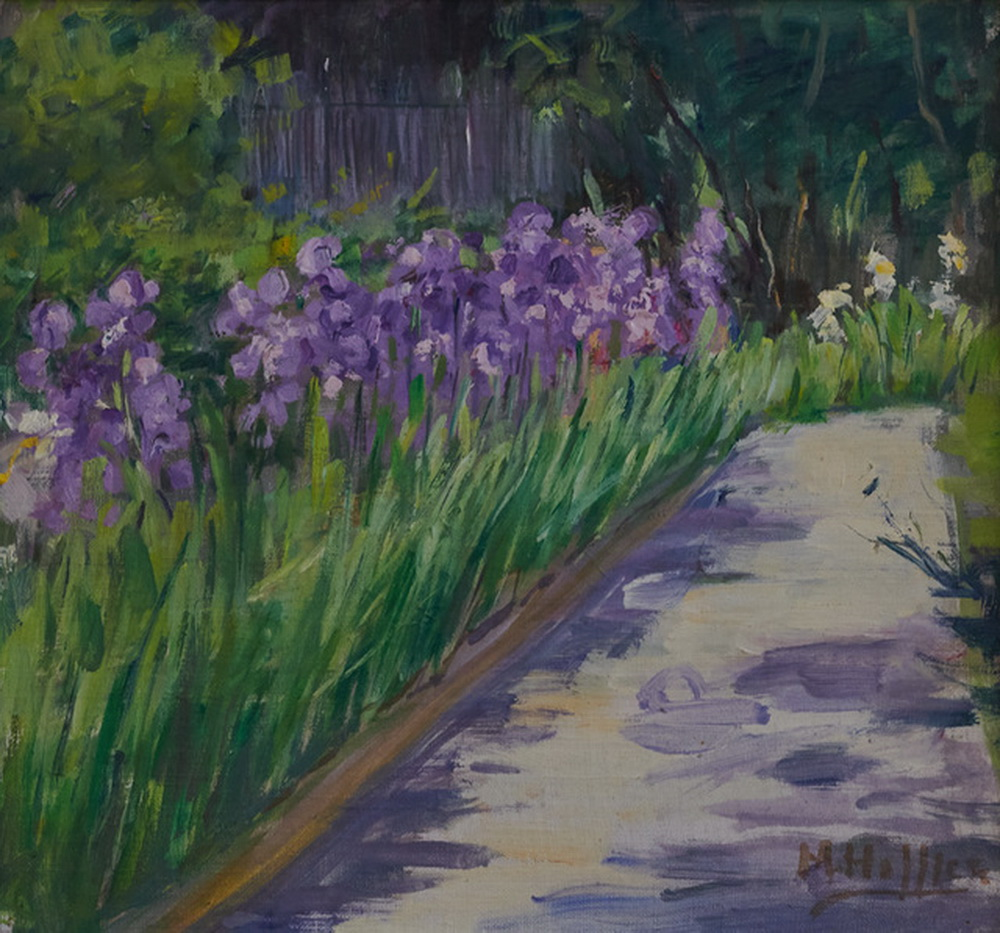
Ohne Titel, 24 × 26 cm
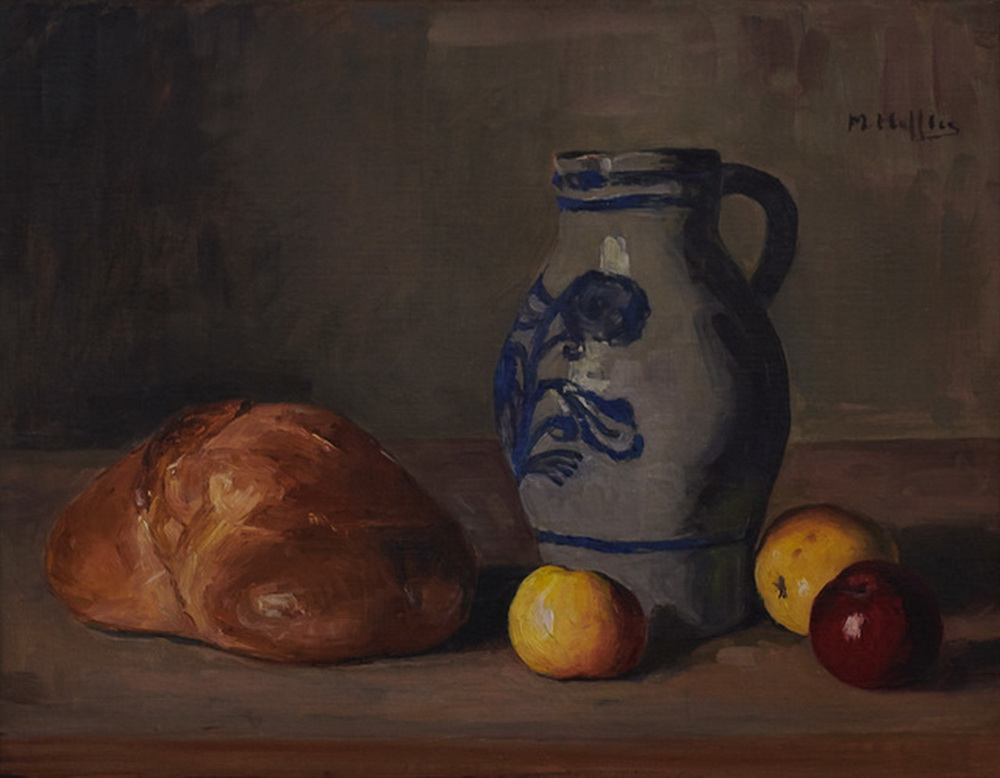
Ohne Titel, 41 × 52 cm
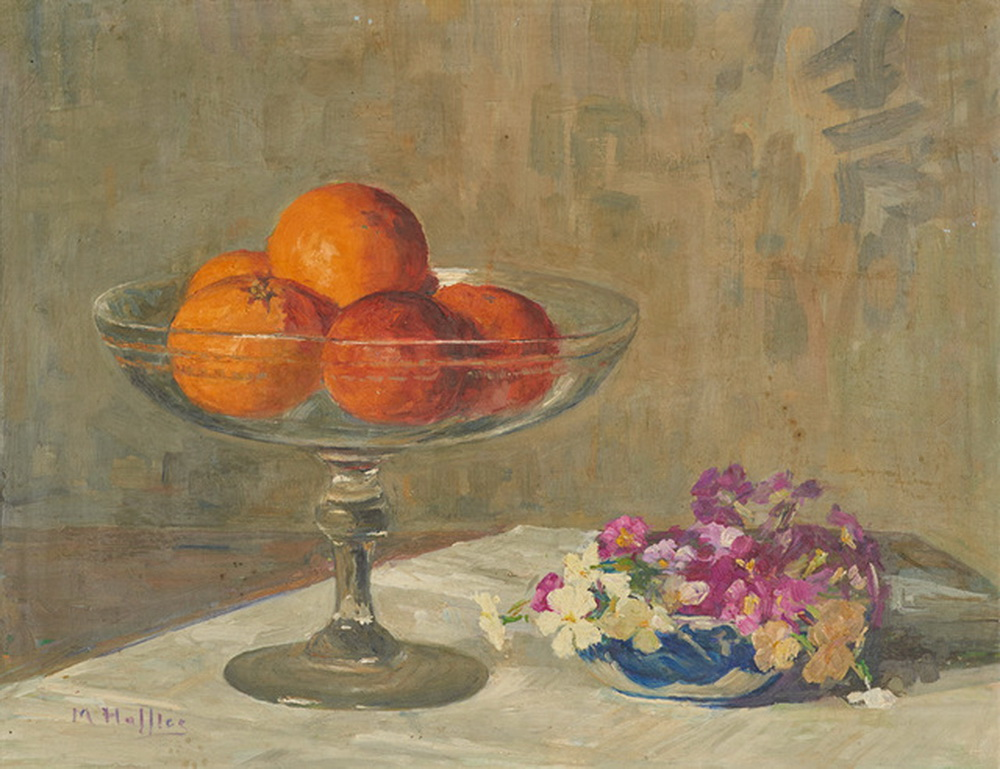
Stillleben mit Blumen und Orangen, 35 × 45 cm
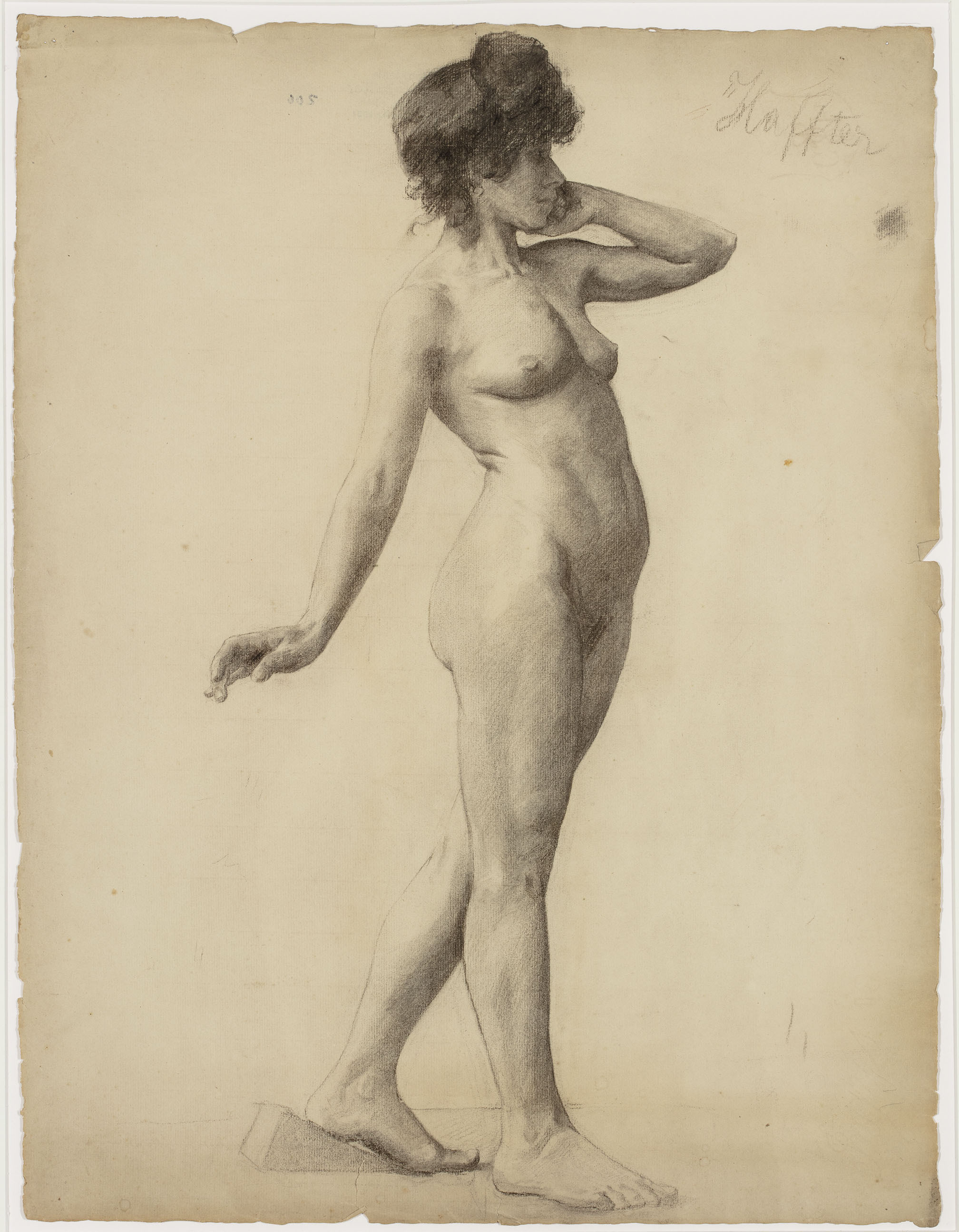
Stehender Akt (Studie). Kunstmuseum Thurgau.